# Cuvée
Cuvée är en vinterm som kommer från det franska begreppet cuve, som betyder ett fat eller en tank med vin. Begreppet cuvée används inom vinbranschen i flera olika betydelser som alla är härledda till ett fat eller en tank som används för något visst ändamål.
- En viss blandning eller batch vin, ofta i syfte att förmedla intrycket att det vin som har "cuvée" i namnet är av särskilt hög kvalitet. Att göra den perfekta blandningen betraktas av många som stor konst. Begreppet Cuvée är mycket vanligt i sammanhang som rör Champagne (se till exempel Cuvée Sir Winston Churchill från Pol Roger) men är också avgörande för rödvinsframställning, till exempel i Bordeauxviner. Processen att blanda vinet är en mycket viktig uppgift för vinmakaren och de flesta viner är blandningar av något slag. Blandning görs exempelvis av olika druvor som kompletterar varandra. Det går även att blanda druvor av samma slag från olika lägen inom vingården eller från olika delar av ett distrikt. Olika syften med att blanda viner är att få fram nya smakdimensioner, få en jämnare kvalitet eller en enhetlig stil eller för att balansera olika druvors specifika drag.
- En term för att specifikt markera att vinet är en druvblandning, snarare än ett endruvsvin.
- I Champagne betecknar cuvée också de första 2050 literna druvmust som pressas från en batch om 4000 kg vindruvor (detta mått kallas en marc), medan de följande 500 literna kallas taille (svansen). Många champagnetillverkare använder enbart druvmust från cuvéen i sin produktion, eftersom svansen anses ge grövre viner.